# Chad Gould
Chad Edward Alesna Gould (Cebu, 30 settembre 1982) è un ex calciatore filippino, di ruolo attaccante.
Tra il 2004 e il 2010 ha fatto parte della Nazionale filippina.

## Caratteristiche tecniche
Attaccante dal fisico possente, poteva ricoprire all'occorrenza anche il ruolo di difensore centrale.

## Biografia
Chad Gould è nato a Cebu, nelle Filippine, figlio di un cittadino inglese e di una filippina. Nella seconda metà degli anni ottanta si è trasferito con la famiglia in Inghilterra, dove ha trascorso la propria adolescenza.
Ha frequentato la Brunel University di Londra, laureandosi in scienze motorie.

## Carriera

### Club
Dopo aver militato nelle giovanili del Bournemouth e del Southampton tra gli anni novanta e duemila, nell'estate del 2007 passa all'AFC Wimbledon, dove è impiegato come riserva. Lascia il club il 22 settembre 2008.
Nel 2012 è acquistato dal Loyola M.S., club della United Football League filippina nel quale ritrova i compagni di Nazionale Philip e James Younghusband. Qui il nativo di Cebu svolge un ruolo primario e contribuisce alla conquista della Coppa UFL 2013.

### Nazionale
Gould entra nel giro delle Nazionali giovanili filippine nel 2004, dopo aver partecipato ad uno stage per visionare calciatori giovani ed emergenti.
L'esordio in Nazionale maggiore avviene in occasione della Tiger Cup 2004. Al suo debutto contro la Malesia il 10 dicembre, segna il gol della bandiera per gli Azkals (4-1).